# Атанас Димитров (политик)
Вижте пояснителната страница за други личности с името Атанас Димитров.
Атанас Димитров Петров е български политик от БКП.

## Биография
Роден е на 4 март 1914 година в Стара Загора. Става член на комсомола през 1930 година, а през 1934 година – на БРП (к.). За дейността си в тези организации е осъждан два пъти по ЗЗД и прекарва в затвора 4 години. През 1941 година е интерниран в лагера „Гонда вода“, а след това в „Кръсто поле“, където остава до освобождаването си през 1943 година.
След 9 септември 1944 година е включен в областното ръководство на БРП (к.) в Стара Загора и от 1949 година го оглавява. През 1951 – 1956 година е министър на леката промишленост в правителството на Васил Коларов и министър на леката и хранителната промишленост в правителството на Вълко Червенков. В периода 1956 – 1959 година е министър на хранителната промишленост в правителството на Антон Югов, след това за кратко отново е първи секретар на Областния комитет на БКП в Стара Загора, но е върнат в София като председател на Комитета по промишленост (1959 – 1962), председател на Комитета по леката и хранителната промишленост (1962 – 1966) без ранг на министър, председател на Комитета по хранителна промишленост (1966 – 1968) и председател на Държавния комитет за битови услуги (1968 – 1971).
В периода 1971 – 1976 година е посланик в Чехословакия, а през 1976 – 1977 година – председател на Комитета по туризъм. От 1977 до 1990 е заместник-председател в VII, VIII и IX Народното събрание. Член е на Националния съвет на ОФ. От 1948 до 1954 година е кандидат-член на ЦК на БКП, а от 1954 до 1990 година – член на ЦК на БКП. Награждаван е три пъти с орден „Георги Димитров“. Умира на 4 май 1995 година в София.